# Viktor Klonaridis
Viktor Klonaridis (en griego: Βίκτωρ Κλωναρίδης; Seraing, 28 de noviembre de 1992) es un futbolista belga. Juega como extremo y su equipo es el Lamia F. C. de Grecia.

## Clubes
| Club                         | País    | Año       |
| ---------------------------- | ------- | --------- |
| AEK Atenas F. C.             | Grecia  | 2010-2012 |
| Lille O. S. C.               | Francia | 2012-2013 |
| Royal Mouscron (cedido)      | Bélgica | 2013      |
| Panathinaikos F. C.          | Grecia  | 2013-2016 |
| R. C. Lens                   | Francia | 2016      |
| Panathinaikos F. C. (cedido) | Grecia  | 2017      |
| AEK Atenas F. C.             | Grecia  | 2017-2020 |
| APOEL de Nicosia             | Chipre  | 2020-2021 |
| Atromitos de Atenas          | Grecia  | 2021-2023 |
| Ümraniyespor                 | Turquía | 2023      |
| Kifisia F. C.                | Grecia  | 2024      |
| Forge F. C.                  | Canadá  | 2024      |
| Lamia F. C.                  | Grecia  | 2025-     |

## Palmarés

### Campeonatos nacionales
| Título              | Club                | País   | Año  |
| ------------------- | ------------------- | ------ | ---- |
| Copa de Grecia      | AEK Atenas F. C.    | Grecia | 2011 |
| Copa de Grecia      | Panathinaikos F. C. | Grecia | 2014 |
| Superliga de Grecia | AEK Atenas F. C.    | Grecia | 2018 |